# Lúcio Volúsio Saturnino (cônsul em 87)
Lúcio Volúsio Saturnino (em latim: Lucius Volusius Saturninus) foi um senador romano eleito cônsul em 87 com o imperador Domiciano e, mais tarde, com Caio Calpúrnio Pisão Crasso Frúgio Liciniano. De status patrício, era um dos três filhos conhecidos de Quinto Volúsio Saturnino, cônsul em 56, com Nônia Torquata. Os outros foram Quinto Volúsio Saturnino, cônsul em 92, e Volúsia Torquata, esposa de Tito Sêxtio Mágio Laterano, cônsul em 94. Sua esposa era uma patrícia chamada Licínia Cornélia e o casal teve um filho, Lúcio Volúsio Torquato.